# His Little Page
His Little Page (o Her Little Page) è un cortometraggio muto del 1914 diretto da Van Dyke Brooke.

## Produzione
Il film fu prodotto dalla Vitagraph Company of America.

## Distribuzione
Distribuito dalla General Film Company, il film - un cortometraggio in una bobina - uscì nelle sale cinematografiche statunitensi il 20 febbraio 1914. La Favorite Films ne fece una riedizione distribuita il 3 dicembre 1917.